# Chris Evertová
Statistiky a dosažené výsledky tenistky obsahuje článek Hráčské statistiky Chris Evertové.

Chris Evertová v 70. letech

Christine Marie „Chris“ Evertová (* 21. prosinec 1954 Fort Lauderdale, Florida) je bývalá americká profesionální tenistka, nejlepší hráčka světa 70. let 20. století, světová tenisová jednička po dobu 260 týdnů (v období 1975–1985), což je historicky třetí nejdelší období, průkopnice obouručného bekhendu.
V průběhu své kariéry vyhrála 18 grandslamových turnajů ve dvouhře, z toho rekordních sedm na French Open (v letech 1974, 1975, 1979, 1980, 1983, 1985, 1986), šest na US Open (v letech 1975, 1976, 1977, 1978, 1980, 1982), tři ve Wimbledonu (1974, 1976, 1981) a dva na Australian Open (1982, 1984). Je držitelkou rekordu ženského okruhu WTA v procentuální úspěšnosti poměru výher a porážek ve dvouhře 1309–146, což činí 89,97%. Za Martinou Navrátilovou je na 2. místě v absolutním počtu vítězných utkání i 154 turnajovými tituly ve dvouhře. Nikdy nevypadla v prvním kole grandslamového turnaje. Jejím nejhorším výsledkem bylo vyřazení ve třetím kole. Ve čtyřhře vyhrála tři grandslamy.
Průlomovým v kariéře se stal rok 1971, v němž dokázala vyhrát 46 dvouher v řadě a jako nejmladší hráčka postoupila do semifinále dvouhry na US Open. V tenise rovněž zaznamenala nejdelší šňůru výher na antuce, když nebyla poražena ve 125 zápasech v řadě.
Její styl hry byl založen na přesných úderech od základní čáry s nejsilnějším obouručným bekhendem. Slabší stránkou bylo podání, voleje a smeč.
V roce 1976 se stala Nejlepší sportovkyní USA. V dubnu 1985 byla Ženskou sportovní nadací (Women's Sports Foundation) zvolena za „nejlepší sportovkyni posledních 25 let“. V období 1975–76 a opět 1983–1991 byla prezidentkou Ženské tenisové asociace (WTA). V roce 1995 se stala teprve čtvrtou hráčkou v historii, která byla jednomyslně přijata do Mezinárodní tenisové síně slávy a roku 1999 zvolena mezi 50 nejlepších sportovců Spojených států ve 20. století. Roku 2005 ji TENNIS Magazine umístil na 4. místo v žebříčku 40 nejlepších tenistů tenisové éry.

## Osobní život
Narodila se ve Fort Lauderdale na Floridě Colette Thompsonové a americkému tenisovému trenéru a hráči Jimmy Evertovi. Částečně má lucemburské předky. Má sestru Jeanne Evertová, která se také stala profesionální tenistkou a bratra Johna Everta.

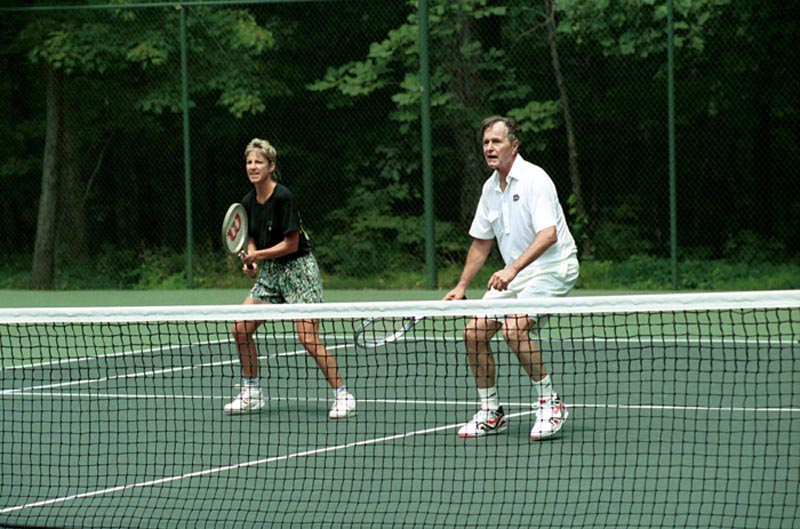
Evertová hraje s americkým prezidentem G. H. W. Bushem v Camp Davidu, 1990.

V 70. letech byla zasnoubená s tenistou Jimmy Connorsem, se kterým hrála smíšenou čtyřhru na grandslamech. Svatba plánována na 7. listopadu 1974, ale byla nakonec odvolána.
 
V roce 1979 se provdala za britského tenistu Johna Lloyda a změnila jméno na Chris Evertová-Lloydová. K rozvodu došlo v roce 1987. Podruhé se vdala roku 1988 za amerického olympionika, alpského lyžaře Andyho Milla, s nímž má tři syny Alexandra Jamese (nar. 1991), Nicholase Josepha (nar. 1994) a Coltona Jacka (nar. 1996). V roce 2006 se manželé rozvedli. Potřetí se vdala na Bahamách 28. června 2008 za australského golfistu Grega Normana, k rozvodu došlo 8. prosince 2009.

## Výběr rekordů ženského tenisu
- Rekordy se vztahují na otevřenou éru.

| Událost     | Období           | Rekord                                         | Spoludržitelky                      |
| ----------- | ---------------- | ---------------------------------------------- | ----------------------------------- |
| Grand Slam  | 1973–1988        | 34 finále dvouhry                              | zůstává sama                        |
| Grand Slam  | 1974–1986        | alespoň 1 Grand Slam v každé z 13 sezón        | zůstává sama                        |
| Grand Slam  | 1974, 1976, 1981 | 3 tituly z různých Grand Slamů bez ztráty setu | Steffi Grafová Lindsay Davenportová |
| French Open | 1974–1986        | 7 titulů ve dvouhře                            | zůstává sama                        |
| French Open | 1973–1986        | 9 finále dvouhry                               | Steffi Grafová                      |
| French Open | 1983–1986        | 4 finále dvouhry v řadě                        | Martina Navrátilová Steffi Grafová  |
| US Open     | 1975–1982        | 6 titulů                                       | Steffi Grafová                      |
| US Open     | 1975–1978        | 4 tituly dvouhry v řadě                        | zůstává sama                        |
| US Open     | 1975–1984        | 9 finále dvouhry                               | zůstává sama                        |
| US Open     | 1975–1980        | 6 finále dvouhry v řadě                        | zůstává sama                        |
| US Open     | 1976–1978        | 3 tituly dvouhry v řadě bez ztráty setu        | zůstává sama                        |